# Kayseri Kaski

Ancien logo.

Kayseri Kaski (autrefois Kayseri Kaski Spor Kulübü ou Kayseri Kaski puis Abdullah Gül Üniversitesi) est un club féminin turc de basket-ball fondé en 1986 évoluant dans la ville de Kayseri et participant à la TKBL, la plus haute division du championnat turc.
Le club prend sa nouvelle dénomination d'Abdullah Gül Üniversitesi à l'été 2014 à 2018 puis de nouveau Kayseri Kaski.

## Palmarès
Ligue turque:
- 2010-2011 : 3e
- 2011-2012 : 3e

Eurocoupe
- 2011-2012 : Finaliste
- 2012-2013 : Finaliste

## Effectif 2014-2015
| Numéro | Nom                   | Née le            | Taille | Nationalité        | Poste         |
| 4      | Pınar Demirok         | 6 août 1991       | 1,82 m | Turquie            | Arrière       |
| 7      | Lindsay Whalen        | 9 mai 1982        | 1,75 m | États-Unis         | Meneuse       |
| 12     | Aleksandra Khomenchuk | 4 février 1989    | 2,02 m | Russie Ukraine     | Pivot         |
| 13     | Tanisha Wright        | 29 novembre 1983  | 1,81 m | États-Unis         | Arrière       |
| 15     | Lara Sanders          | 11 septembre 1986 | 1,91 m | États-Unis Turquie | Ailière forte |
| 21     | Mirna Mazić           | 24 décembre 1985  | 1,88 m | Croatie            | Ailière forte |
| 24     | Gabriela Marginean    | 12 février 1987   | 1,82 m | Roumanie           | Ailière       |
| 32     | Laura Nicholls        | 26 février 1989   | 1,89 m | Espagne            | Ailière forte |
| 33     | Esra Ural             | 18 août 1991      | 1,98 m | Turquie            | Intérieure    |
|        | Cansu Aslan           | 11 juillet 1990   | 1,73 m | Turquie            | Meneuse       |
|        | Sinem Atas            | 1er janvier 1995  | 1,85 m | Turquie            | Ailière       |

Entraîneur :  Ayhan Avcı
Assistants : Ender Ünlü, Müge Berkalp

## Effectif 2013-2014
| Numéro | Nom              | Née le            | Taille | Nationalité        | Poste           |
| 4      | Pınar Demirok    | 6 août 1991       | 1,82 m | Turquie            | Arrière         |
| 5      | Esra Ural        | 18 août 1991      | 1,98 m | Turquie            | Intérieure      |
| 6      | Sabrina Cinili   | 22 avril 1989     | 1,91 m | Italie             | Ailière forte   |
| 7      | Aysegül Günay    | 26 octobre 1992   | 1,72 m | Turquie            | Meneuse         |
| 8      | Gamze Takmaz     | 6 février 1991    | 1,80 m | Turquie            | Arrière-Ailière |
| 10     | Bengü Arseven    | 28 octobre 1981   | 1,73 m | Turquie            | Arrière         |
| 11     | Núria Martínez   | 29 février 1984   | 1,75 m | Espagne            | Meneuse         |
| 13     | Tanisha Wright   | 29 novembre 1983  | 1,81 m | États-Unis         | Arrière         |
| 14     | Camille Little   | 18 janvier 1985   | 1,88 m | États-Unis         | Ailière forte   |
| 15     | Lara Sanders     | 11 septembre 1986 | 1,91 m | États-Unis Turquie | Ailière forte   |
| 21     | Mirna Mazić      | 24 décembre 1985  | 1,88 m | Croatie            | Ailière forte   |
| 25     | Emanuela Salopek | 18 avril 1987     | 1,78 m | Serbie             | Arrière         |
|        | Sinem Atas       | 1er janvier 1995  | 1,85 m | Turquie            | Ailière         |
|        | Anke De Mondt    | 13 septembre 1979 | 1,86 m | Belgique           | Arrière         |

Entraîneur :  Ayhan Avcı

## Effectif 2012-2013
| Numéro | Nom              | Née le            | Taille | Nationalité        | Poste         |
|        | Dila Askin       | 14 août 1987      | 1,77 m | Turquie            | Arrière       |
| 4      | Pınar Demirok    | 6 août 1991       | 1,82 m | Turquie            | Arrière       |
| 5      | Asjha Jones      | 1er août 1980     | 1,91 m | États-Unis         | Ailière forte |
| 6      | Aysun Yararbaş   | 2 mai 1991        | 1,86 m | Turquie            | Ailière       |
| 7      | Aysegül Günay    | 26 octobre 1992   | 1,72 m | Turquie            | Meneuse       |
| 8      | Yasemin Dalgalar | 8 juin 1988       | 1,85 m | Turquie            | Ailière       |
|        | Nazlı Gökdemir   | 21 septembre 1991 | 1,92 m | Turquie            | Intérieure    |
| 9      | Evanthía Máltsi  | 30 décembre 1978  | 1,78 m | Grèce              | Ailière       |
| 10     | Tugba Tasci      | 19 août 1984      | 1,78 m | Turquie            | Arrière       |
| 11     | Núria Martínez   | 29 février 1984   | 1,75 m | Espagne            | Meneuse       |
| 13     | Esra Ural        | 18 août 1991      | 1,98 m | Turquie            | Intérieure    |
| 14     | Nicky Anosike    | 27 février 1986   | 1,91 m | États-Unis         | Ailière       |
| 15     | Lara Sanders     | 11 septembre 1986 | 1,91 m | États-Unis Turquie | Ailière forte |
| 20     | Zoí Dimitrákou   | 25 mai 1987       | 1,88 m | Grèce              | Ailière       |

Entraîneur :  Ayhan Avcı

## Effectif 2011-2012
| Numéro | Nom                       | Née le            | Taille | Nationalité           | Poste         |
|        | Dila Askin                | 14 août 1987      | 1,77 m | Turquie               | Arrière       |
| 4      | Pınar Demirok             | 6 août 1991       | 1,82 m | Turquie               | Arrière       |
| 6      | Bahar Ozturk              | 8 juin 1984       | 1,83 m | Turquie               | Arrière       |
| 7      | Agnė Abromaitė-Čiudarienė | 15 janvier 1979   | 1,90 m | Lituanie              | Intérieure    |
| 8      | Nakia Sanford             | 10 mai 1976       | 1,94 m | États-Unis            | Intérieure    |
| 9      | Nazlı Gökdemir            | 21 septembre 1991 | 1,92 m | Turquie               | Intérieure    |
| 10     | Anna DeForge              | 30 août 1989      | 1,78 m | États-Unis Monténégro | Arrière       |
| 11     | Esra Ural                 | 18 août 1991      | 1,98 m | Turquie               | Intérieure    |
| 12     | Doneeka Hodges            | 19 juillet 1982   | 1,75 m | États-Unis            | Meneuse       |
| 13     | Tuğçe Canbaz              | 19 janvier 1981   | 1,80 m | Turquie               | Ailière       |
| 14     | Aysun Yararbaş            | 2 mai 1991        | 1,86 m | Turquie               | Ailière       |
| 15     | Lara Sanders              | 11 septembre 1986 | 1,91 m | États-Unis            | Ailière forte |
| 20     | Anđa Jelavić              | 21 octobre 1980   | 1,72 m | Croatie               | Meneuse       |

Entraîneur :  Ayhan Avcı
Assistant :  Yasin Akıncı